# Campeonato da Europa de Atletismo de 2010 - 3000 m com obstáculos feminino
A prova dos 3000 metros com obstáculos feminino do Campeonato da Europa de Atletismo de 2010 foi disputada entre os dias 28 e 30 de julho de 2010 no Lluís Companys em Barcelona,  na Espanha. 

## Recordes
Antes desta competição, os recordes mundiais e do campeonato nesta prova eram os seguintes:
|                       | Nome             | Nacionalidade | Tempo   | Local      | Data                 |
| --------------------- | ---------------- | ------------- | ------- | ---------- | -------------------- |
| Recorde mundial       | Gulnara Samitova | Rússia        | 8m58s81 | Pequim     | 17 de agosto de 2008 |
| Recorde do campeonato | Alesya Turava    | Bielorrússia  | 9m26s05 | Gotemburgo | 12 de agosto de 2006 |
| Recorde europeu       | Gulnara Samitova | Rússia        | 8m58s81 | Pequim     | 17 de agosto de 2008 |

Os seguintes recordes foram estabelecidos durante esta competição: 
| Data        | Evento | Atleta           | Nacionalidade | Tempo    | Notas                 |
| ----------- | ------ | ---------------- | ------------- | -------- | --------------------- |
| 30 de julho | Final  | Yuliya Zarudneva | Rússia        | 9m17s 57 | Recorde do campeonato |

## Medalhistas
| Ouro                   | Prata            | Bronze                     |
| Yuliya Zarudneva (RUS) | Hatti Dean (GBR) | Wioletta Frankiewicz (POL) |

## Cronograma
Todos os horários são locais (UTC+2).
| Data        | Hora  | Evento  |
| ----------- | ----- | ------- |
| 28 de julho | 11:30 | Bateria |
| 30 de julho | 20:25 | Final   |

## Resultados

### Bateria
Qualificação: 4 atletas de cada bateria (Q) mais os  4 melhores qualificados (q).
Bateria 1
| Posição | Raia | Atleta               | Nacionalidade | Tempo    | Notas      |
| ------- | ---- | -------------------- | ------------- | -------- | ---------- |
| 1       | 3    | Wioletta Frankiewicz | Polónia       | 9:46.38  | Q          |
| 2       | 9    | Yuliya Zarudneva     | Rússia        | 9:46.40  | Q          |
| 3       | 6    | Hatti Dean           | Reino Unido   | 9:46.43  | Q          |
| 4       | 10   | Ancuta Bobocel       | Roménia       | 9:48.01  | Q          |
| 5       | 5    | Zulema Fuentes-Pila  | Espanha       | 9:50.97  | q          |
| 6       | 1    | Rosa María Morató    | Espanha       | 9:53.96  |            |
| 7       | 2    | Sandra Eriksson      | Finlândia     | 9:55.73  |            |
| 8       | 4    | Lívia Tóth           | Hungria       | 10:03.97 |            |
| 9       | 8    | Lyudmila Kuzmina     | Rússia        | 10:10.83 |            |
| 10      | 7    | Stephanie O'Reilly   | Irlanda       | 10:13.94 |            |
| —       | 11   | Iríni Kokkinaríou    | Grécia        |          | DNF Doping |

Bateria 2
| Posição | Raia | Atleta             | Nacionalidade | Tempo    | Notas      |
| ------- | ---- | ------------------ | ------------- | -------- | ---------- |
| 1       | 6    | Layes Abdullayeva  | Azerbaijão    | 9:40.42  | Q, =       |
| 2       | 1    | Katarzyna Kowalska | Polónia       | 9:41.14  | Q          |
| 3       | 8    | Sophie Duarte      | França        | 9:42.33  | q          |
| 4       | 9    | Fionnuala Britton  | Irlanda       | 9:44.84  | q          |
| 5       | 3    | Oxana Juravel      | Moldávia      | 9:53.43  | q          |
| 6       | 5    | Marcela Lustigová  | Chéquia       | 10:05.22 |            |
| 7       | 2    | Binnaz Uslu        | Turquia       | 10:15.28 |            |
| 8       | 4    | Barbara Parker     | Reino Unido   | 10:20.99 |            |
|         | 7    | Ulrika Johansson   | Suécia        |          | DNF        |
| —       | 10   | Lyubov Kharlamova  | Rússia        | 9:40.81  | DSQ Doping |
| —       | 11   | Marta Domínguez    | Espanha       | 9:41.93  | DSQ Doping |

### Final

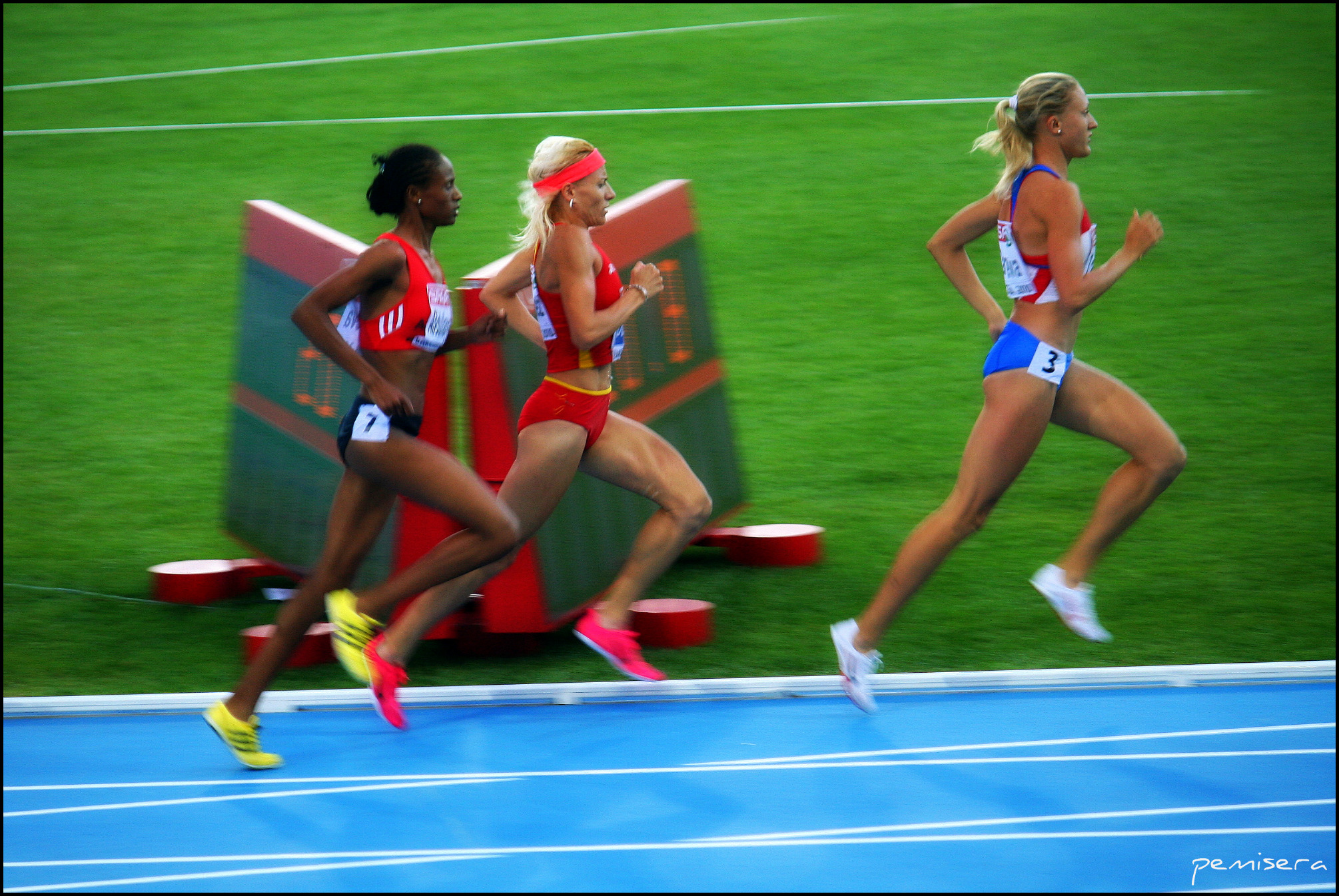
Zarudneva (direita) manteve sua liderança para conquistar sua primeira medalha no campeonato europeu

| Posição           | Raia | Atleta               | Nacionalidade | Tempo   | Notas                 |
| ----------------- | ---- | -------------------- | ------------- | ------- | --------------------- |
| Medalha de ouro   | 3    | Yuliya Zarudneva     | Rússia        | 9:17.57 | Recorde do campeonato |
| Medalha de prata  | 1    | Hatti Dean           | Reino Unido   | 9:30.19 | Recorde pessoal       |
| Medalha de bronze | 6    | Wioletta Frankiewicz | Polónia       | 9:34.13 |                       |
| 5                 | 7    | Layes Abdullayeva    | Azerbaijão    | 9:34.75 | Recorde nacional      |
| 6                 | 11   | Sophie Duarte        | França        | 9:35.52 | Recorde da temporada  |
| 7                 | 10   | Zulema Fuentes-Pila  | Espanha       | 9:35.71 | Recorde da temporada  |
| 8                 | 9    | Ancuţa Bobocel       | Roménia       | 9:41.20 |                       |
| 9                 | 8    | Katarzyna Kowalska   | Polónia       | 9:42.47 |                       |
| 10                | 12   | Fionnuala Britton    | Irlanda       | 9:44.25 |                       |
| 11                | 2    | Oxana Juravel        | Moldávia      | 9:55.39 |                       |
| —                 | 4    | Marta Domínguez      | Espanha       | 9:17.74 | Doping                |
| —                 | 5    | Lyubov Kharlamova    | Rússia        | 9:29.82 | Doping                |

Legenda
| Recorde mundial       | Recorde mundial (World record)               |                       | Recorde africano                      | Recorde africano (African) |                                           | Q | Classificado por posição (Qualified) |
| Recorde do campeonato | Recorde do campeonato (Championship record)  | Recorde da América    | Recorde da América (Americas)         | q                          | Classificado por melhor tempo (Qualified) |   |                                      |
| Melhor marca do ano   | Melhor marca do ano (World leading)          | Recorde asiático      | Recorde asiático (Asian)              | DNS                        | Não largou (Did not start)                |   |                                      |
| Recorde nacional      | Recorde nacional (National record)           | Recorde europeu       | Recorde europeu (European)            | DNF                        | Não terminou (Did not finish)             |   |                                      |
| Recorde pessoal       | Recorde pessoal do atleta (Personal best)    | Recorde da Oceania    | Recorde da Oceania (Oceania)          | DSQ / DQ                   | Desclassificado (Disqualified)            |   |                                      |
| Recorde da temporada  | Recorde da temporada do atleta (Season best) | Recorde sul-americano | Recorde sul-americano (South America) | NM                         | Sem marca (No mark)                       |   |                                      |